# Phrynarachne katoi
Phrynarachne katoi là một loài nhện trong họ Thomisidae.
Loài này thuộc chi Phrynarachne. Phrynarachne katoi được miêu tả năm 1955 bởi Chikuni.